# گورمین
گورمین (به آلمانی: Görmin) یک شهر در آلمان است که در فرپومرن-گرایفسوالد واقع شده‌است. گورمین ۱٬۰۰۹ نفر جمعیت دارد.